# Lara Robinson

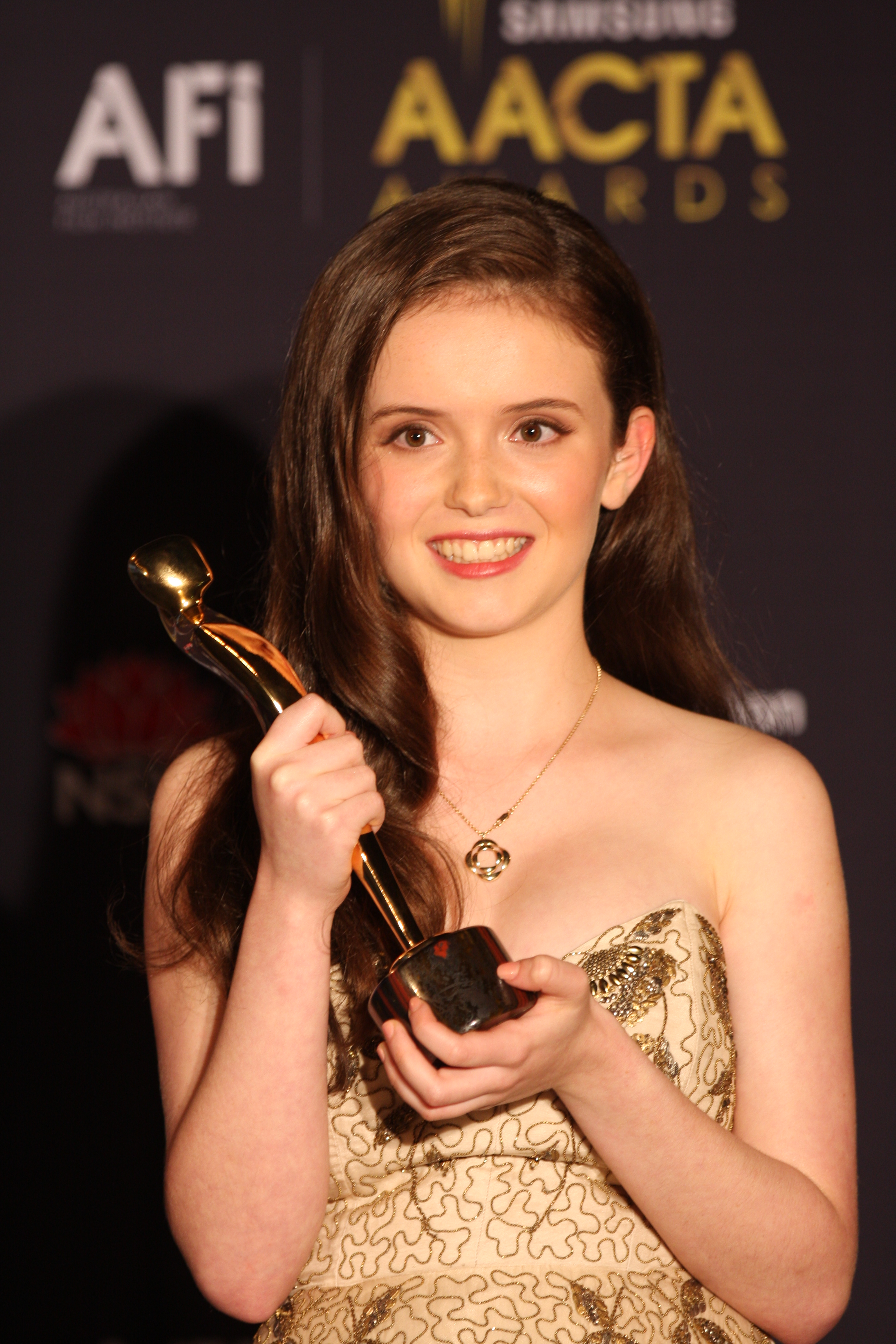
Lara Robinson mit dem AACTA Award 2012

Lara Robinson (* 1. Januar 1998 in Melbourne, Australien) ist eine australische Schauspielerin. Sie ist vor allem aus dem Endzeit-Mystery-Thriller Knowing – Die Zukunft endet jetzt (2009) bekannt.
Robinson spielte außerdem im Horrorfilm Long Weekend (2008), einem Remake des gleichnamigen Films aus dem Jahr 1978. Darüber hinaus hatte sie einige Auftritte in Fernsehserien, etwa in City Homicide und Elephant Princess. 2012 wurde sie in der australischen Fernsehserie Winners & Losers als Studentin Tilly Young besetzt.
Neben ihrer Tätigkeit als Schauspielerin ist sie zudem als Musikerin und Tänzerin aktiv.

## Filmografie
- 2007: Work in Progress (Kurzfilm)
- 2007: Long Weekend
- 2008: Elephant Princess (Fernsehserie, Folge 1x08 Welcome to the Fairy Tale)
- 2009: Knowing – Die Zukunft endet jetzt (Knowing)
- 2009: Saved (Fernsehfilm)
- 2012: Catch Perfect (Kurzfilm)
- 2012: Winners & Losers (Fernsehserie, 5 Folgen)
- 2013–2016: Upper Middle Bogan (Fernsehserie, 24 Folgen)
- 2014: The Doctor Blake Mysteries (Fernsehserie, Folge 2x02 The Food of Love)
- 2017: Fancy Boy (Fernsehserie, Folge 1x05)
- 2018: The BBQ
- 2018: St Bernie (Kurzfilm)
- 2021: Why Are You Like This (Fernsehserie, Folge 1x04 Hey Rich Baby)